# Толоконцев, Григорий Игнатьевич
Григорий Игнатьевич Толоконцев (11 апреля 1909, Харьковская область — 14 февраля 1945) — советский военнослужащий, участник Великой Отечественной войны, полный кавалер ордена Славы, командир миномётного расчёта 173-го гвардейского стрелкового полка гвардии сержант — на момент представления к награждению орденом Славы 1-й степени.

## Биография
Родился 11 апреля 1909 года в селе Малый Орчик, Зачепиловского района Харьковской области Украины, в крестьянской семье. Работал кузнецом в колхозе.
В июле 1941 года был призван в Красную Армию Зачепиловским райвоенкоматом. С того же времени на фронте. Воевал на Юго-Западном, Степном 2-м и 3-м Украинских фронтах. К осени 1943 года воевал минометчиком, командиром миномётного расчёта 173-го гвардейского стрелкового полка 58-й гвардейской стрелковой дивизии.
Отличился в боях на юге Украины. 21 октября 1943 года в бою у деревни Пушкаревка заменил погибшего наводчика, уничтожил станковый пулемёт и 10 противников. Награждён медалью «За боевые заслуги». 24-25 ноября 1943 года в боях в районе села Луганка оставшись у миномёта вдвоём с наводчиком подавил 2 пулемётные точки и до взвода пехоты. Награждён медалью «За отвагу». К весне 1944 года был уже командиром миномётного расчёта.
В ночь на 23 марта 1944 года гвардии младший сержант Толоконцев первым со своим расчётом форсировал реку Южный Буг в районе города Первомайск. В бою на плацдарме участвовал в отражении трёх контратак противника, огнём из миномёта более 20 противников. Был представлен к награждению орденом Красной Звезды.
Приказом по частям 58-й гвардейской стрелковой дивизии от 6 апреля 1944 года гвардии младший сержант Толоконцев Григорий
Игнатьевич награждён орденом Славы 3-й степени.
12 апреля 1944 года гвардии младший сержант Толоконцев со своим расчётом в числе первых форсировал реку Днестр в районе города Тирасполь и занял позицию на другом берегу. При отражении трёх контратак противника уничтожил 2 станковых пулемёта и более10 противников. Когда погибли все офицеры, принял командование ротой. Когда кончились мины, организовал отражение атак противника из винтовок и пулемётов. Был представлен к награждению орденом Отечественной войны 2-й степени.
Приказом по войскам 37-й армии от 2 июня 1944 года гвардии младший сержант Толоконцев Григорий Игнатьевич награждён орденом Славы 2-й степени.
10 февраля 1945 года в бою в районе станции Лейзовец огнём из миномёта уничтожил три станковых пулемёта, мешавших продвижению пехоты. 14 февраля за населённый пункт Крафборн подавил 2 огневые точки и уничтожил свыше 20 противников. В этом бою был тяжело ранен.
15 февраля скончался от полученных ран. Похоронен на кладбище в городе Олау.
Указом Президиума Верховного Совета СССР от 27 июня 1945 года за образцовое выполнение боевых заданий командования на фронте борьбы с немецкими захватчиками и проявленные при этом доблесть и мужество гвардии сержант Толоконцев Григорий Игнатьевич награждён орденом Славы 1-й степени. Стал полным кавалером ордена Славы.
Награждён орденами Славы 1-й, 2-й и 3-й степеней, медалями «За отвагу», «За боевые заслуги».